# 소총 목록

## 머스킷
머스킷은 마티니-헨리 소총 이후 등장한 후장식 소총이 아니라 1870년대까지 사용된 전장식 소총과 소총이다.
| 이름             | 개발국       |
| ---------------- | ------------ |
| 종자도총         | 일본         |
| 샤를빌 머스킷    | 프랑스       |
| 제자일           | 아프가니스탄 |
| 롱 랜드 패턴     | 영국         |
| 퍼거슨 머스킷    | 영국         |
| 베이커 머스킷    | 영국         |
| 브런즈윅 머스킷  | 영국         |
| 엔필드 1853      | 영국         |
| 스프링필드 M1855 | 미국         |

## 볼트액션 소총
| 이름                                                    | 개발국     |
| ------------------------------------------------------- | ---------- |
| Kar98k                                                  | 독일       |
| 마우저 G98                                              | 독일       |
| 드라이제 췬트나델게베어                                 | 독일       |
| 모신나강                                                | 소련       |
| K31 슈미트-루빈                                         | 스위스     |
| 리엔필드                                                | 영국       |
| 마티니-헨리                                             | 영국       |
| M1895 만리허                                            | 오스트리아 |
| 카르카노                                                | 이탈리아   |
| 38식 보병총                                             | 일본       |
| 99식 소총                                               | 일본       |
| M1907 로스 Mk.2                                         | 캐나다     |
| M1910 로스 Mk.3                                         | 캐나다     |
| MAS-36                                                  | 프랑스     |
| 인파우저                                                | 튀르키예   |
| 윈체스터 M1895 M24 SWS M21 SWS \|\| rowspan="3" \| 미국 |            |
| M1903 스프링필드                                        |            |
| M1917 엔필드                                            |            |

## 반자동 소총 및 전투소총
반자동소총은 반자동으로만 사격이 가능한 자동소총이다. 기존 돌격소총의 미국 시장에서 민수용 버전은 포함되어 있지 않다.
전투소총은 문맥에 따라 여러 의미를 가질 수 있으나, 보통 돌격소총 용 소총탄 보다 강한 소총탄을 사용하는 자동소총을 말한다. 전투소총 용 탄으로 대표적인 것이 7.62 × 51 mm NATO이다. 제2차 세계 대전 이후 개발된 FN FAL, 헤클러&코흐 G3, M14 소총과 같은 전투소총들은 보통 완전자동 사격 기능을 가지고 있지만, 강한 반동으로 인해 실효성이 적다. 이 때문에 실제로 제식채용될 때는 반자동 사격만 가능토록 변형되는 경우가 많았다.
| 이름                 | 개발국                 |          |
| 헤클러&코흐 G3       | 독일                   |          |
| AG-3                 | 독일                   | 노르웨이 |
| 찰턴 자동소총        | 뉴질랜드               |          |
| FN FAL               | 벨기에                 |          |
| FN SAFN-49           | 벨기에                 |          |
| FAMAE FD-200         | 칠레                   |          |
| CHROPI RIFLE         | 그리스                 |          |
| AVS-36 시모노프      | 소련                   |          |
| SKS 시모노프         | 소련                   |          |
| SVT-40               | 소련                   |          |
| AG-42                | 스웨덴                 |          |
| 일본 64식 소총       | 일본                   |          |
| 조선인민군 63식 보총 | 조선민주주의인민공화국 |          |
| 중국 56식 소총       | 중화인민공화국         |          |
| [[                   | 체코슬로바키아         |          |
| ZH29                 | 체코슬로바키아         |          |
| AR-16                | 미국                   |          |
| MODEL 45A            | 미국                   |          |
| M1 개런드            | 미국                   |          |
| M1 카빈              | 미국                   |          |
| M14 소총             | 미국                   |          |
| M1941 존슨           | 미국                   |          |
| OLIN/WINCHESTER FAL  | 미국                   |          |
| THOMPSON AUTORIFLE   | 미국                   |          |

- 조선인민군 63식 보총, 중국 56식 소총은 SKS 시모노프의 복제품이다.

## 저격소총
저격총은 기존 소총에 스코프를 장착하여 저격용으로 활용한 것이 아니라 저격용으로 개발된 소총의 목록이다. 단, 기존 소총이라 할지라도 저격용으로 특별히 개조를 거친 소총도 포함한다.

## 돌격소총
| 이름                 | 개발국                 |
| -------------------- | ---------------------- |
| FARA-83              | 아르헨티나             |
| ARMTECH C30R         | 오스트레일리아         |
| CR-21 소총           | 남아프리카 공화국      |
| R4 돌격소총          | 남아프리카 공화국      |
| TRUVELO RAPTOR       | 남아프리카 공화국      |
| AG-3                 | 노르웨이               |
| K2 소총              | 대한민국               |
| K11 복합형소총       | 대한민국               |
| K2C1 소총            | 대한민국               |
| 헤클러&코흐 G11      | 독일                   |
| 헤클러&코흐 G36      | 독일                   |
| FG42                 | 독일                   |
| HK 53                | 독일                   |
| Stg44                | 독일                   |
| HK416                | 독일                   |
| FN CAL               | 벨기에                 |
| FN F2000             | 벨기에                 |
| FN FNC               | 벨기에                 |
| FN SCAR              | 벨기에                 |
| IMBEL MD2            | 브라질                 |
| LAPA FA-03           | 브라질                 |
| VB BERAPI LP06       | 말레이시아             |
| EPK PYRKAL           | 그리스                 |
| 페데로프 자동 소총   | 소련 러시아            |
| AK-47                | 소련 러시아            |
| AKM                  | 소련 러시아            |
| AK-74                | 소련 러시아            |
| AK-101               | 소련 러시아            |
| AK-102               | 소련 러시아            |
| AK-103               | 소련 러시아            |
| AK-104               | 소련 러시아            |
| AK-105               | 소련 러시아            |
| AN-94                | 소련 러시아            |
| AO-38                | 소련 러시아            |
| AO-62                | 소련 러시아            |
| AO-63                | 소련 러시아            |
| AO-222               | 소련 러시아            |
| APS 수중돌격소총     | 소련 러시아            |
| TKB-022              | 소련 러시아            |
| TKB-059              | 소련 러시아            |
| TKB-517              | 소련 러시아            |
| 80.002               | 소련 러시아            |
| FAMAS                | 프랑스                 |
| SAFIR T-17           | 튀르키예               |
| SAFIR T-18           | 튀르키예               |
| AK-4                 | 스웨덴                 |
| AK-5                 | 스웨덴                 |
| NIVA XM1970          | 스웨덴                 |
| SIG SG550            | 스위스                 |
| SIG 552 코만도       | 스위스                 |
| SAR-21               | 싱가포르               |
| 세트메               | 스페인                 |
| EM2                  | 영국                   |
| L64/65               | 영국                   |
| STERLING SAR-87      | 영국                   |
| L85                  | 영국                   |
| STEYR ACR            | 오스트리아             |
| STEYR AUG            | 오스트리아             |
| M85                  | 유고슬라비아           |
| SS-1                 | 인도네시아             |
| RUNG PAISARN RPS-001 | 타이 왕국              |
| 일본 89식 소총       | 일본                   |
| GALIL                | 이스라엘               |
| TAR-21 소총          | 이스라엘               |
| BERETTA AR-70/223    | 이탈리아               |
| BERETTA AR-70/90     | 이탈리아               |
| BERETTA SC-70/90     | 이탈리아               |
| BERETTA SCP-70/90    | 이탈리아               |
| FRANCHI LF-58        | 이탈리아               |
| FRANCHI MOD. 641     | 이탈리아               |
| SOCIMI AR-831        | 이탈리아               |
| 세이-리고티          | 이탈리아               |
| 조선인민군 58식 보총 | 조선민주주의인민공화국 |
| 조선인민군 68식 보총 | 조선민주주의인민공화국 |
| 조선인민군 88식 보총 | 조선민주주의인민공화국 |
| 중국 56식 돌격소총   | 중화인민공화국         |
| 중국 68식 소총       | 중화인민공화국         |
| 중국 81식 돌격소총   | 중화인민공화국         |
| 중국 95식 돌격소총   | 중화인민공화국         |
| DIEMACO C7           | 캐나다                 |
| 발메 M76             | 핀란드                 |
| 발메 M82             | 핀란드                 |
| SAKO M90             | 핀란드                 |
| Rk 62                | 핀란드                 |
| Wz88                 | 폴란드                 |
| Wz96 베릴            | 폴란드                 |
| Sa 58                | 체코슬로바키아         |
| ZB-530               | 체코슬로바키아         |
| ČZ 522               | 체코슬로바키아         |
| Cz2000               | 체코슬로바키아         |
| KN300 돌격소총       | 체코슬로바키아         |
| AR-18                | 미국                   |
| M16 소총             | 미국                   |
| M4 카빈              | 미국                   |
| M63 스토너           | 미국                   |
| LR 300               | 미국                   |
| HK416                | 미국 독일              |
| XM8                  | 미국 독일              |
| XM29 OICW            | 미국 독일              |

- K1A 기관단총을 한국군은 기관단총으로 분류하지만(K2 소총과 외형은 유사하지만 작동방식, 사용탄이 다르다. 자세한 내용은 K1A 기관단총 참조), 다른 나라에서는 이러한 형태의 소총을 돌격소총의 단축형(카빈)으로 분류하며, 소총탄을 사용하기 때문에 엄밀히 따지면 K1A도 소총으로 분류되는 것이 맞다는 의견이 있다.
- 조선인민군 58식 보총은 AK-47, 조선인민군 68식 보총은 AKM, 조선인민군 88식 보총은 AK-74의 복제품이다.
- 중국 56식 돌격소총(제식명은 56식 기관단총)은 AK-47의 복제품이다.

## 같이 보기
- 권총 목록
- 기관단총 목록
- 저격총 목록
- 기관총 목록
- 산탄총 목록